# Monchique
Monchique (mõ'ʃik(ɨ)) è un comune portoghese di 6.974 abitanti situato nel distretto di Faro, ai piedi dell'omonima montagna che con 902 metri di altitudine è la più alta vetta dell'Algarve.

## Storia
La zona, abitata fin dall'età della pietra, fu urbanizzata per la prima volta quando i Romani costruirono il villaggio di "Mons Cicus" per sfruttare le Caldas de Monchique (sorgenti curative).
Nel XVI secolo, il giovane re Sebastiano visitò Monchique e intendeva elevare il luogo a vila (piccola città). Il re morì poco dopo nella battaglia di Alcácer-Quibir e il Portogallo perse la sua indipendenza, che riconquistò a fatica solo dopo il 1640. Monchique fu elevata al rango di vila solo nel 1773. Allo stesso tempo, divenne sede di un proprio distretto separandosi da quello di Silves. Nel frattempo, aveva acquisito importanza come centro per la produzione di lana e lino e come fornitore di legno di castagno e prodotti in legno. A causa dell'industrializzazione, la città perse nuovamente la sua importanza emergente.
Oggi Monchique è conosciuta a livello internazionale per le sue sorgenti termali e la Serra de Monchique. Il primo ministro britannico David Cameron e la sua famiglia hanno trascorso qui le loro vacanze estive nel 2013, dedicandosi principalmente all'escursionismo e lodando l'offerta gastronomica e le ampie vedute, anche delle spiagge vicine.
Nell'agosto 2018, durante l'enorme siccità e il caldo che ha colpito l'Europa nel 2018, sono scoppiati grandi incendi boschivi nei pressi del villaggio. L'incendio è stato messo sotto controllo dai vigili del fuoco solo dopo una settimana. In totale sono rimaste ferite 41 persone e sono stati distrutti circa 27.000 ettari di foresta. Sono stati impiegati più di 1.300 vigili del fuoco.

## Società

### Evoluzione demografica
| 1801 | 1849 | 1900  | 1930  | 1960  | 1981 | 1991 | 2001 | 2004 |
| 4658 | 6891 | 11517 | 14205 | 14779 | 9609 | 7309 | 6974 | 6441 |

## Freguesias
- Alferce
- Marmelete
- Monchique